# Tim LaHaye
Timothy F. LaHaye (* 27. April 1926 in Detroit, Michigan; † 25. Juli 2016 in San Diego, Kalifornien) war ein evangelikaler Buchautor und Pastor einer Megachurch der Southern Baptists in Kalifornien. Er veröffentlichte insgesamt 85 Bücher, zuerst eher Sachbücher zu Persönlichkeitsbildung und Beziehungsfragen, später Science-Fiction aus  seiner Perspektive. Durch die Left Behind-Romane (deutscher Titel: Finale – Die letzten Tage der Erde) über die Apokalypse, die er mit Jerry B. Jenkins schrieb, wurde er weltweit bekannt. Er war auch Gründer des konservativen
Council for National Policy und weiterer Organisationen.

## Leben
LaHaye wuchs in Detroit als Sohn von Margret Palmer und Frank LaHaye auf. Der Vater arbeitete beim Autohersteller Ford und starb bereits 1936. Als junger Mann trat LaHaye 1944 in die US Air Force ein. Er diente in Europa als Maschinengewehrschütze an Bord eines Bombers. 1950 erhielt er von der Bob Jones University einen Bachelor. Danach besuchte er das baptistische Western Theological Seminary, wo er einen Doctor of Ministry erhielt. 1958 zog er mit seiner Familie nach San Diego, wo er Pastor der Scott Memorial Baptist Church in El Cajon wurde, die heute Shadow Mountain Community Church heißt. In dieser Kirche wirkte er 23 Jahre. 1971 gründete er das Christian Heritage College, das heute als San Diego Christian College bekannt ist. 1981 verließ er die Kanzel, um sich auf das Schreiben und die Politik zu konzentrieren.
LaHaye gründete oder unterstützte zahlreiche Gruppen, um seine Ansichten zu fördern und durchzusetzen. 1972 war er mit Henry M. Morris Mitbegründer des Institute for Creation Research beim Christian Heritage College in El Cajon. 1979 forderte er Jerry Falwell auf, Moral Majority zu gründen, und wurde dort auch Vorstandsmitglied. Er war Mitbegründer des Council for National Policy (CNP), einer konservativen politischen Denkfabrik und arbeitete zeitweise für die John Birch Society. Weiter gründete er die US-amerikanische Koalition für traditionelle Werte und die Koalition für Religionsfreiheit. 1988 unterstützte er Jack Kemp bei der Kandidatur für die US-Präsidentschaft. 1998 gründete er mit Thomas Ice ein Forschungszentrum zur biblischen Prophetie. Als religiös Rechter unterstützte er im Jahr 2000 George W. Bush und 2008 Mike Huckabee.

## Privates
LaHaye heiratete 1947 Beverly Ratcliffe; dieser Ehe entstammen vier Kinder und neun Enkelkinder.

## Werke (Auswahl)
- Dein Temperament in Gottes Hand. Liebenzeller Mission, Bad Liebenzell 1980 (Amerikanisches Original: Transformed Temperaments. Tyndale, Wheaton 1971)
- Wie schön es ist mit dir. Das Intimleben in der Ehe. Schulte und Gerth, Aßlar 1982 (Amerikanisches Original: The Act of Marriage. Zondervan, Grand Rapids 1976)

### Left Behind-Romanserie mit Jerry B. Jenkins
Die Idee für die Romanserie entstand 1994, als LaHaye in einem Flugzeug einen Flirt eines verheirateten Piloten mit einer Flugbegleiterin beobachtete und mit der Entrückung in Verbindung brachte. Der erste Band von 1995 begann mit einer ähnlichen Szene. Neben den 12 Romanbänden gibt es Jugendromane, Audios, Andachtsbücher und Comics, wovon insgesamt über 65 Millionen Exemplare verkauft wurden. Sieben Titel in den Erwachsenenserie waren auf Platz 1 der Bestsellerlisten der New York Times, USA Today und Publisher’s Weekly.
- Finale – Die letzten Tage der Erde. Band 1. Gerth, Aßlar 1996 (9. Auflage). ISBN 978-3-89490-139-4
- Finale – Die letzten Tage der Erde. Band 2: Die Heimsuchung. Gerth, Aßlar 1997. ISBN 978-3-89490-214-8
- Finale – Die letzten Tage der Erde. Band 3: Nicolai. Gerth, Aßlar 1998. ISBN 978-3-89490-217-9
- Finale – Die letzten Tage der Erde. Band 4: Die Ernte. Projektion J, Aßlar 1999 (4. Auflage). ISBN 978-3-89490-292-6
- Finale – Die letzten Tage der Erde. Band 5: Apollyon. Gerth, Aßlar 2000. (3. Auflage) ISBN 978-3-89490-305-3
- Finale – Die letzten Tage der Erde. Band 6: Die Verschwörung. Gerth, Aßlar 2008. ISBN 978-3-86591-275-6
- Finale – Die letzten Tage der Erde. Band 7: Die Rückkehr. Gerth, Aßlar 2001. ISBN 978-3-89490-354-1
- Finale – Die letzten Tage der Erde. Band 8: Das Zeichen. Gerth, Aßlar 2009. ISBN 978-3-86591-277-0
- Finale – Die letzten Tage der Erde. Band 9: Die Entweihung. Gerth, Aßlar 2002. ISBN 978-3-89490-415-9
- Finale – Die letzten Tage der Erde. Band 10: Die Felsenstadt. Gerth, Aßlar 2003. ISBN 978-3-89490-466-1
- Finale – Die letzten Tage der Erde. Band 11: Harmagedon. Gerth, Aßlar 2004. ISBN 978-3-89490-504-0
- Finale – Die letzten Tage der Erde. Band 12: Der Triumph. Projektion J, Aßlar 2005. ISBN 978-3-89490-556-9
- Der Pakt: Auftakt zum Finale. Gerth, Aßlar 2006. ISBN 978-3-86591-070-7

## Rezeption und Kritik
LaHaye wurde 2001 vom Institute for the Study of American Evangelicals des Wheaton College zum einflussreichsten Evangelikalen der letzten 25 Jahre gewählt.
Tim LaHaye war von einer Verschwörung des Illuminatenordens zur Errichtung einer Neuen Weltordnung überzeugt. Seine Romanserie Left Behind ist auch unter evangelikalen Christen umstritten. Kritiker werfen ihm vor, das biblische Buch der Offenbarung des Johannes zu selektiv zu lesen und zu interpretieren und einen Fahrplan in Form amerikanischer Pop-Endzeit-Literatur zu schaffen.